# Sint-Lambertuskerk (Wonck)

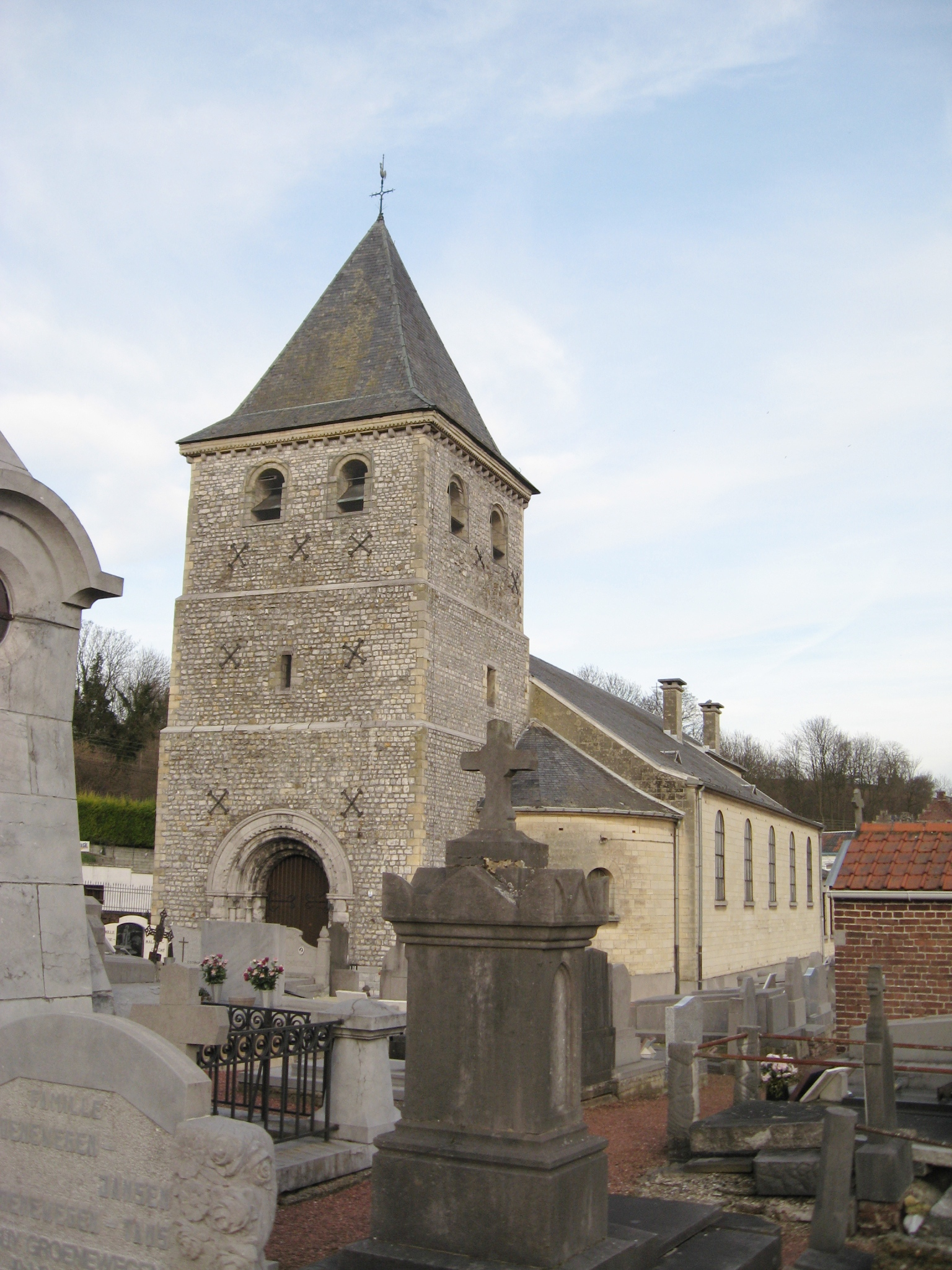
Sint-Lambertuskerk

De Sint-Lambertuskerk (Église Saint-Lambert) is de parochiekerk van Wonck. De kerk is omgeven door een ommuurd kerkhof.
Schip en koor van deze kerk zijn neoromaans (1858), terwijl de zware toren, vervaardigd uit onregelmatige blokken zandsteen, uit omstreeks 1175 stamt. Deze toren heeft drie verdiepingen en wordt gedekt door een tentdak. Op de tweede verdieping zijn schietgaten te zien. Het diepe ingangsportaal is eveneens romaans. De toren werd in 1948 beschermd als monument.
De kerk werd zwaar beschadigd in 1940 en 1944. Herbouwactiviteiten vonden plaats in 1942 en 1950, onder architectuur van Hacken.
Er zijn twee 18e-eeuwse biechtstoelen, een in barokstijl en een in classicistische stijl. Het bekken van het doopvont is romaans (12e eeuw). In de kerk zijn grafzerken uit 1291, 1431 en uit de 17e eeuw.
Heiligenbeelden van Sint-Anna-te-Drieën (begin 16e eeuw), en een engel (barok, begin 18e eeuw) zijn in de kerk aanwezig. Verder bezit de kerk een piëta (omstreeks 1600). Er is een 17e eeuw schilderij van Jules Delaloches, voorstellende de Boodschap aan Maria.
Op het kerkhof zijn grafkruisen van 1600, 1676 en 1695.